# Хватов, Александр Иванович
Александр Иванович Хватов (12 февраля 1919, Посошниково, Ярославская губерния — 2 июля 2003) — русский советский литературовед, критик. Доктор филологических наук (1966), профессор (1968). В 1958—1986 годах возглавлял кафедру литературы в Ленинградском институте культуры им. Н. К. Крупской, с 1986 года заведующий кафедрой советской литературы в Ленинградском педагогическом институте им. А. И. Герцена. Член Союза писателей СССР.

## Биография
Родился в 1919 году в деревне Посошниково (ныне — в Некоузском районе Ярославской области).
В 1941 году окончил филологический факультет Ленинградского пединститута им. А. И. Герцена. В войну преподавал в Якутске. Член ВКП(б) с 1947 года.
с 1955 — преподаватель, а в 1970—1986 годах — заведующий кафедрой литературы Ленинградского института культуры им. Н. К. Крупской.
Одновременно в 1961—1970 годах — профессор-совместитель кафедры советской литературы филологического факультета ЛГУ; читал курс лекций «Социалистический реализм и проблемы современного литературного движения», спецкурсы по творчеству М. А. Шолохова, вел спецсеминары, руководил работой дипломантов и аспирантов.
С 1986 года — заведующий кафедрой советской литературы в Ленинградском педагогическом институте им. А. И. Герцена.
В 1958—1961 годах — зав. отделом критики журнала «Нева», с 1970 года — член редколлегии журнала «Наш современник».
Умер в 2003 году.

## Научная деятельность
Автор ряда книг, статей, посвященных проблемам современного ему литературного движения.
Докторская диссертация: «Творчество М. А. Шолохова» (1965).
Был лично знаком с Михаилом Шолоховым; Хватов, будучи зав. отделом критики журнала «Нева» вместе с главным редактором этого журнала С. Ворониным, редактировали роман «Поднятая целина».